# Taillefer Isthmus
Taillefer Isthmus är ett näs i Australien. Det ligger i delstaten Western Australia, omkring 670 kilometer norr om delstatshuvudstaden Perth.
Trakten runt Taillefer Isthmus är nära nog obefolkad, med mindre än två invånare per kvadratkilometer.. Det finns inga samhällen i närheten.
Omgivningarna runt Taillefer Isthmus är i huvudsak ett öppet busklandskap. Stäppklimat råder i trakten. Genomsnittlig årsnederbörd är 327 millimeter. Den regnigaste månaden är juni, med i genomsnitt 82 mm nederbörd, och den torraste är oktober, med 2 mm nederbörd.